# Autarcie
Ne doit pas être confondu avec autarchie.
 (août 2020).
Si vous disposez d'ouvrages ou d'articles de référence ou si vous connaissez des sites web de qualité traitant du thème abordé ici, merci de compléter l'article en donnant les références utiles à sa vérifiabilité et en les liant à la section « Notes et références ».
L'autarcie est un système économique d'un territoire géographiquement défini, d'une région ou d'un État habité par des acteurs économiques qui peuvent suffire à tous leurs besoins et vivre seulement de leurs propres ressources. L'entité économique réelle déclarée vivant en autarcie peut être une famille, un groupe humain, une communauté insulaire, un gouvernement isolé.
Historiquement, c'était une pratique courante avant l'ère de la mondialisation, lorsque les communautés dépendaient principalement de ce qu'elles pouvaient produire elles-mêmes. Aujourd'hui, le concept prend une nouvelle signification, avec un accent sur la durabilité, l'indépendance et la réduction de l'impact environnemental.

## Annulation des flux d'échanges?
Des facteurs physiques d'isolement peuvent expliquer l'absence d'échange, par exemple dans une île non desservie. L'autarcie qui se rapproche ici de la survie de naufragés ou d'autochtones consiste à gérer ou à accumuler des réserves limitées de nourriture et de biens nécessaires.
L'autarcie apparente est souvent le fruit d'une politique économique dite autarcique (par exemple par volonté d'indépendance de l'étranger), par définition contraire à une économie ouverte. En clair, plus la part des exportations est élevée dans le PIB, plus cette économie est ouverte (ouverture= Exportations sur PIB). Cette politique autarcique préconise l'autoproduction par un pays de la plus grande partie de ce qu'il a besoin de consommer, et la réduction des importations au strict minimum pour la plus grande partie de la population. Un pays vivant en autarcie s'efforce de fonctionner ainsi en économie fermée. Inversement, un pays qui ouvre son activité commerciale à l'étranger a une économie ouverte.
L'autarcie a ainsi pour but principal de réduire le plus possible les dépenses à l'importation, et ainsi d'établir un équilibre économique à l'intérieur du pays. Par extension, l'autarcie désigne également un mode de vie dans lequel un groupe (foyer, base spatiale...) produit tout ce qu'il consomme, ou du moins l'essentiel, et ne recourt donc pas ou peu au commerce pour compléter ses besoins.

## Histoire d'un mythe
Paul Veyne a étudié le mythe de l'autarcie du domaine romain, avec ses terres cultivables et ses réserves forestières. Ce mythe semble se justifier par une fonction de sécurité et d'assurance temporaire.
Historiquement, aucun État n'est parvenu à établir un système parfaitement autarcique. L'exception du Japon au XVIIe siècle, où le commerce officiel est réduit à un seul port sur l'île artificielle de Dejima créée dans la baie de Nagasaki à l'extrémité sud-ouest du pays ne peut être retenue car d'intenses trafics illégaux ont été entretenus par ses marins et pêcheurs. Cette politique autarcique doublée d'un contrôle du territoire et d'un code d'honneur de la guerre a eu toutefois un effet singulier : la réduction puis la quasi-disparition des armes à feu.
La plupart des sociétés complexes ne sont pas auto-suffisantes, et toutes entretiennent nécessairement des échanges avec leurs voisines proches et lointaines. L'exemple le plus frappant est le mur de Berlin dont on a pu faire croire qu'il constituait une barrière autarcique au minimum terrestre. Au-delà des passages contrôlés ou illégaux rendus de plus en plus risqués par l'équipement de surveillance, une multitude d'accords et de modus vivendi entre autorités sont intervenus pour résoudre les problèmes les plus triviaux, une fois les blocus drastiques de crise levés.
La connaissance des échanges marchands et des grandes routes souvent antiques permet de réduire les croyances autarciques que la culture gréco-latine semble avoir mythifiées. Le négoce du sel est le plus ancien et le plus fréquent des commerces. Enfin, très rares sont les pays qui disposent sur leur sol de la plupart des matières premières en quantités suffisantes pour subvenir à leurs propres besoins.
Même l'économie de pays dits en situation d'autarcie par la fermeture politique de leurs frontières à l'extérieur pour les civils est qualifiée autrement : pour la Corée du Nord, le modèle est l'économie palatine, compte tenu d'échanges de subsistance avec la Chine.

## Étymologie d'un néologisme
Le terme autarcie est un néologisme gréco-romain, qui apparaît dans le dictionnaire de médecine Lavoisien en 1793. Autarcie vient de l'adaptation du grec autarkeïa, de autos, soi-même et arkein, c'est-à-dire protéger, secourir, se suffire. Le mot français est employé par un groupe de sociétés savantes françaises, animées en particulier par le chimiste et minéralogiste Antoine Lavoisier.
Les savants français réfléchissent alors généreusement à l'avenir économique du pays. Le néologisme a d'abord le sens de frugalité et de sobriété qui apporte le bonheur. Il s'applique autant à l'effort nécessaire à demander à un pays instable qu'à la situation parfois précaire et menacée de certains savants français.[pas clair]
Le mot ressort de l'anonymat à partir des années 1830 et évolue. Sous la plume des économistes, il s'écrit sous une forme pseudo-savante autarchie en 1896 pour le distinguer de l'autarcie. Le premier terme des économistes mentionne un pays ou un groupe qui n'a pas besoin d'importation ou d'apports externes pour subsister, donc reste en économie fermée. Le second terme plus populaire désigne ce bien-être résultant de la sobriété dans laquelle une personne ou une famille se suffit à elle-même. Mais il reprend lentement sa même forme savante primitive par l'effet des mouvements régionalistes de la Belle Époque ou pacifiques de l'entre-deux-guerres, imprégnés de mythes paysans et écologiques. Le Larousse mensuel illustré de 1938 écrit à nouveau autarcie. L'adjectif autarcique l'emporte aussi sur autarchique, encore prépondérant dans les écrits des années 1920.

## Exemples

### Biosphère 2
Pour anticiper sur les besoins des colonies spatiales, une expérience d'autarcie a été tentée : une serre en autarcie, simulant les paysages terrestres : Biosphère 2.

### Earthship
Les Earthship sont des maisons auto-suffisantes qui produisent l'énergie, l'eau et parfois même la nourriture dont les habitants ont besoin.